# Pirkach (Gemeinde Brückl)
Pirkach ist eine Ortschaft in der Gemeinde Brückl im Bezirk Sankt Veit an der Glan in Kärnten. Die Ortschaft hat 24 Einwohner (Stand 1. Jänner 2024).

## Lage
Die Ortschaft liegt auf dem Gebiet der Katastralgemeinde Brückl, etwa 1 bis 2 Kilometer Luftlinie südwestlich des Gemeindehauptorts Brückl, an den nördlichen Abhängen des Lippekogels.
In der Ortschaft werden folgende Hofnamen geführt: Anderle (Nr. 1), Kapauner (Nr. 2), Lippjörgel (Nr. 4), Mathele (Nr. 5; im Franziszeischen Kataster als Schusterkeusche geführt), Galle  bzw. Golli (Nr. 7), Raffer (Nr. 8), Prossnegger (Nr. 9), Lukele bzw. Schusterlukele (Nr. 14).

## Geschichte

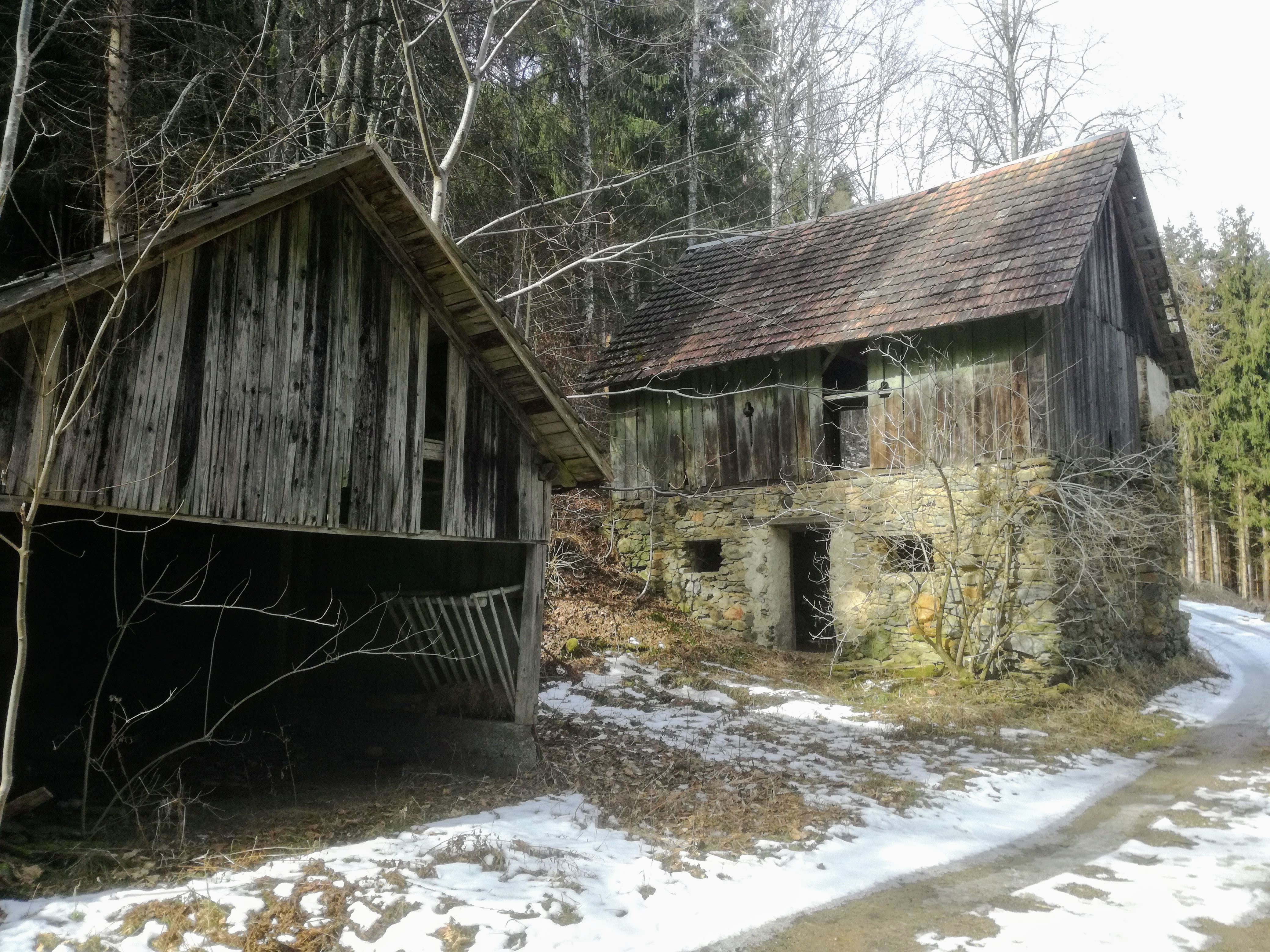
Aufgegebener Hof Mothele, Pirkach

Der Ort wird 1276 urkundlich erwähnt; hier hatten die Heunburger Streubesitz.
In der ersten Hälfte des 19. Jahrhunderts gehörte der Ort zum Steuerbezirk Osterwitz. Bei Gründung der Ortsgemeinden im Zuge der Reformen nach der Revolution 1848/49 kam Pirkach an die Gemeinde St. Johann am Brückl, die 1915 in Brückl umbenannt wurde.

## Bevölkerungsentwicklung
Für die Ortschaft ermittelte man folgende Einwohnerzahlen:
- 1869: 12 Häuser, 107 Einwohner[3]
- 1880: 13 Häuser, 91 Einwohner[4]
- 1890: 12 Häuser, 90 Einwohner[5]
- 1900: 13 Häuser, 83 Einwohner[6]
- 1910: 13 Häuser, 69 Einwohner[7]
- 1923: 14 Häuser, 58 Einwohner[8]
- 1934: 80 Einwohner[9]
- 1961: 12 Häuser, 69 Einwohner[10]
- 2001: 11 Gebäude (davon 9 mit Hauptwohnsitz) mit 9 Wohnungen; 37 Einwohner und 2 Nebenwohnsitzfälle; 9 Haushalte; 0 Arbeitsstätten, 4 land- und forstwirtschaftliche Betriebe[11]
- 2011: 11 Gebäude, 32 Einwohner, 9 Haushalte, 0 Arbeitsstätten[12]
- 2021: 12 Gebäude, 28 Einwohner, 9 Haushalte, 1 Arbeitsstätte[13]